# John D. Hertz
John Daniel Hertz, született Herz Sándor (Szklabinya, 1879. április 10. – Chicago, 1961. október 8.) magyar származású amerikai üzletember, lótenyésztő, a The Hertz Corporation autókölcsönző cég létrehozója.

## Élete

### Ifjúkora
Herz Sándor néven született Szklabinyán egy zsidó származású családba. Hat esztendős volt, mikor a család 1885-ben kivándorolt az Amerikai Egyesült Államokba. Vezetéknevét ettől kezdve t-betűvel, „Hertz”-ként használta, míg a Sándor keresztnevet Johnra változtatta.
Újságárusként kezdte pályafutását. Hamarosan ökölvívó meccsekről szóló tudósításokkal, újságírással is megpróbálkozott.

### Üzleti karrierje
1913-ban Chicagóban a taxiszolgáltatásra sok panasz érkezett, a gépkocsik piszkosak, a gépkocsivezetők barátságtalanok és a szolgáltatás drága volt. Ezért 40 gépkocsival elindította saját taxi vállalkozását. A viteldíjakat a felére csökkentette, a gépkocsivezetőket egyenruhába bújtatta, megszervezte a központi előrendelési rendszert és a taxik telefonon is hívhatók lettek. A szervezési intézkedéseken túlmenően különös figyelmet fordított a gépkocsik megjelenésére és tisztaságára, a minőségi követelményekre is. Külső megjelenésében a fekete gépkocsik helyett sárgára festett autókat üzemeltetett. A chicagóiak számára a sárga taxi egyet jelentett a mindig tiszta, címre hívható gépkocsival, udvarias, pontos gépkocsivezetővel és olcsó szolgáltatással. Egy év múlva a kezdeti 40 helyett már 2700 sárga taxi robogott Chicago utcáin. Hertz volt az Egyesült Államok városaiban a taxikat ma is megtestesítő "yellow cab", a sárga taxi ötletgazdája.
A motorizáció rohamos fejlődése következtében folyamatosan növekvő közúti forgalom szabályozására Hertz javasolta a polgármesternek közúti jelzőlámpás csomópontok kiépítését és ennek költségeit a taxi-közlekedés fejlesztésének érdekében magára vállalta.
Az autógyárak által abban az időben megépített gépkocsik nem vették figyelembe a taxi szolgáltatás sajátosságait, az utasok kényelmét, ezért Hertz a saját céljaira kifejlesztett egy taxinak kiválóan alkalmas gépkocsit, melynek egy példánya a társaság Park Ridge-beli székházában ma is látható.
Mivel az általa épített gépkocsik vezető nélküli bérbeadásra is alkalmasak voltak, együttműködést kezdeményezett Walter Jacobsszal, az 1918-ban létesült Ford autókölcsönző alapítójával, majd 1923-ban megvásárolta az autókölcsönzőt és ettől az időtől kezdve a társaság neve Hertz autókölcsönző lett. A Hertz társaság az idők során számos technikai, szolgáltatás-technológiai újítást, szervezési intézkedéseket vezetett be, így elsőként alkalmazta a bérleti díj kifizetésére is használható hitelkártyákat, kialakította az autókölcsönzés hálózati rendszerét. A Hertz Sándor által alkalmazott alapelvek, folyamatos innováció, minőségi követelmények érvényesítése az ügyfelek érdekében, végigvonul a társaság történetében.

## Családja
1903-ban feleségül vette Francis (Fannie) Kesnert. Három gyermekük született: Leona Jane, John Jr., és Helen. John Jr. reklámszakember lett, akinek 1942-1944 között Myrna Loy filmszínésznő volt a felesége.